# Ganda (rinoceronte)
Ganda era a antiga denominação de rinoceronte em lusitano e também o nome que popularmente ficou conhecido a primeira espécime deste quadrúpede em terras portuguesas e europeias.
Trazido do continente africano por Francisco Pereira Coutinho, desembargou no dia 20 de maio de 1515 em Lisboa, causando furor na corte. Dom Manuel utilizou o até então estranho animal para exibições publicas pela Europa. Em meados de julho de 1515, D. Manuel enviou "Ganda" como presente para o papa Leão X, porém, logo após uma breve parada em Marselha, a nau portuguesa que conduzia o animal, naufragou, selando, assim, o destino do primeiro rinoceronte que se tem notícias na Europa.

## A Ganda de Dürer

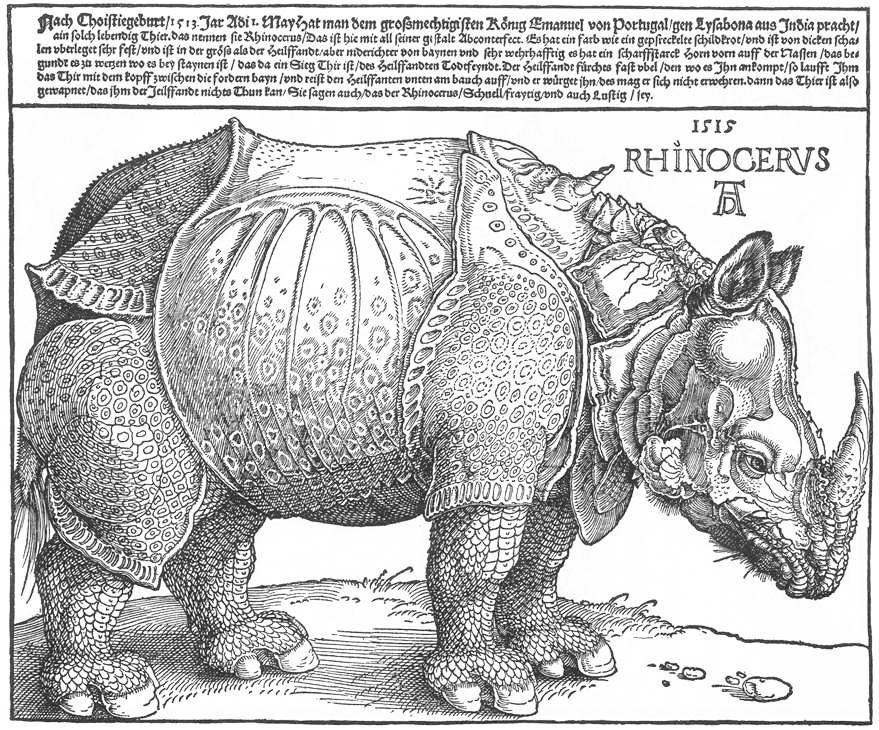
A Ganda de Dürer

A Ganda de Dürer (ou Rinoceronte de Dürer)  é como ficou conhecida a gravura que Albrecht Dürer fez do primeiro rinoceronte em terras europeias. Esta gravura, que faz parte das principais peças do Albrecht, foi reproduzida de uma desenho que o tabelião alemão Valentim Fernandes, que nesta época vivia em Lisboa, fez do animal e anexou a uma carta enviada aos seus conterrâneos, para relatar a chegada do exótico animal.